# Nikkende limurt
Nikkende limurt (Silene nutans) er en 20-40 cm høj urt, der vokser på skrænter og strandoverdrev.

## Beskrivelse
Nikkende limurt er en flerårig urt med en opstigende vækst. Stænglerne er tæt behårede og foroven endda med kirtelhår. Bladene er modsatte og elliptiske med hel rand. Oversiden er grågrøn og undersiden er lysere på grund af et hårlag. Blomstringen sker i juni-juli, hvor man finder blomsterne siddende i endestillede, ensidige stande, og de er hver især nikkende og gulligt-hvide. Frugterne er kapsler.
Rodnettet består af en knudret og kroget, mere eller mindre lodret jordstængel, hvorfra der dannes bladrosetter og trævlerødder.
Højde x bredde og årlig tilvækst: 0,30 x 0,20 m (30 x 20 cm/år), heri dog ikke medregnet selvstændige rosetter.

## Voksested
Planten hører hjemme på lysåbne, kalkrige stepper, bjergegne eller strandenge over det meste af Europa, herunder Danmark, hvor den findes i lysåbne plantesamfund på en jord, der er tør og kalkrig. Den findes hist og her i Østdanmark og Himmerland på skrænter, strandoverdrev og strandvolde. Den er i øvrigt sjælden eller manglende uden for dette område.
På den sydvendte skråning af Jernhatten findes arten på kalkrigt ler sammen med bl.a. alm. hvidtjørn, merian, alm. pimpinelle, bakkejordbær, dunet vejbred, hjorterod, hulkravet kodriver, knoldet mjødurt, sandløg, skovæble og slåen
Planten vokser på strandengene på den lille ø Hjelm udfor Djursland.

## Galleri
|  |  |  |
|  |  |  |

| Portal | Portal:Botanik |

## Note
1. ↑  Egne iagttagelser 2009. Sten Porse
2. ↑  Hjelm Ø-flora nr.57 (1994)